# Pagure
«  Bernard-l'ermite » redirige ici. Ne pas confondre avec Bernard Lermite.
Taxons concernés
Plusieurs espèces de la super-famille 
des Paguroidea dont les genres :
- Calcinus
- Clibanarius
- Pagurusmodifier

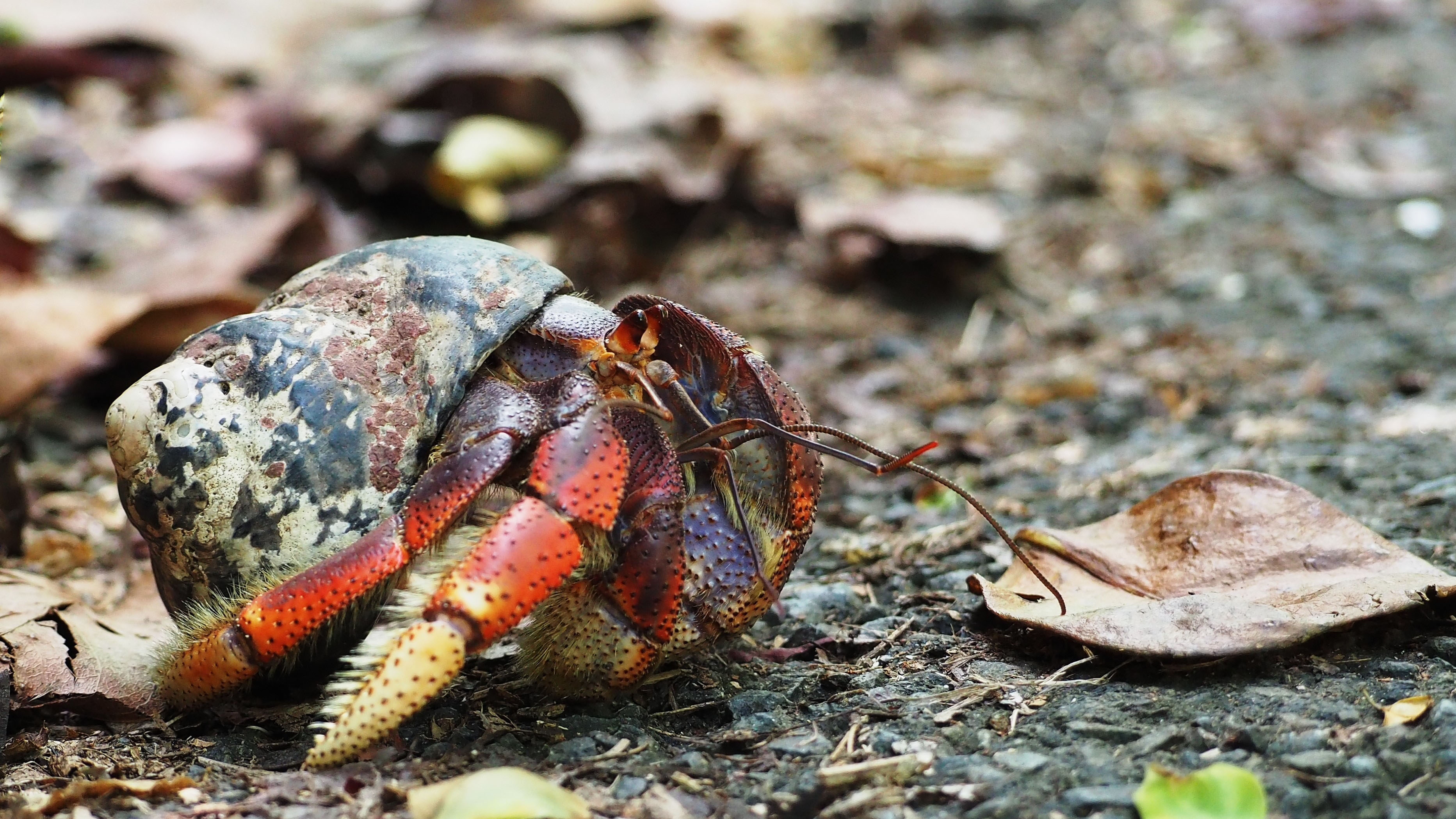
Un bernard l'hermite sur la presqu'île de la Caravelle en Martinique. Juillet 2019.

Les appellations pagure, bernard-l'ermite ou bernard-l'hermite (avec ou sans trait d'union) peuvent désigner plusieurs espèces de crustacés de la super-famille des Paguroidea, dont le bernard-l'ermite Pagurus bernhardus.
Les familles concernées sont :
- Diogenidae Ortmann, 1892
- Paguridae Latreille, 1802
- Parapaguridae Smith, 1882
- Pylochelidae Bate, 1888

## Description et biologie
Les pagures ressemblent aux homards, et possèdent cinq paires de pattes (ordre des décapodes) dont la première paire est terminée par deux pinces. Ils sont connus pour se protéger de leurs prédateurs en logeant dans des coquilles vides de mollusques (ou d'autres substituts qu'ils trouvent comme de petites bouteilles ou des boîtes de conserve), et pour leurs relations symbiotiques avec certaines anémones de mer (actinies). Leur abdomen, mou et asymétrique, est spiralé pour pouvoir se loger dans les coquilles, qu'ils abandonnent pour une autre plus grande quand leur croissance l'exige. La nécessité et le danger de changer de coquille provoquent un comportement social appelé « chaîne de vacances » : de nombreux pagures de tailles décroissantes marchent en file indienne à la recherche d'une coquille vide adaptée à la croissance du plus gros d'entre eux ; quand elle est enfin trouvée, chacun change de coquille à tour de rôle, la plus petite restant vide.

## Évolution et classification
Les bernard-l’ermite sont des crustacés de l’ordre des décapodes.

## Exemples de pagures
- Bernard l'ermite à yeux verts — Dardanus pedunculatus
- Pagure anachorète — Pagurus anachoretus
- Pagure commun — Pagurus bernhardus
- Pagure poilu — Pagurus cuanensis
- Pagure des rochers — Clibanarius erythropus
- Pagure sédentaire — Calcinus tubularis
- Crabe de cocotier - Birgus latro
- Bernard-l'hermite des Caraïbes - Coenobita clypeatus

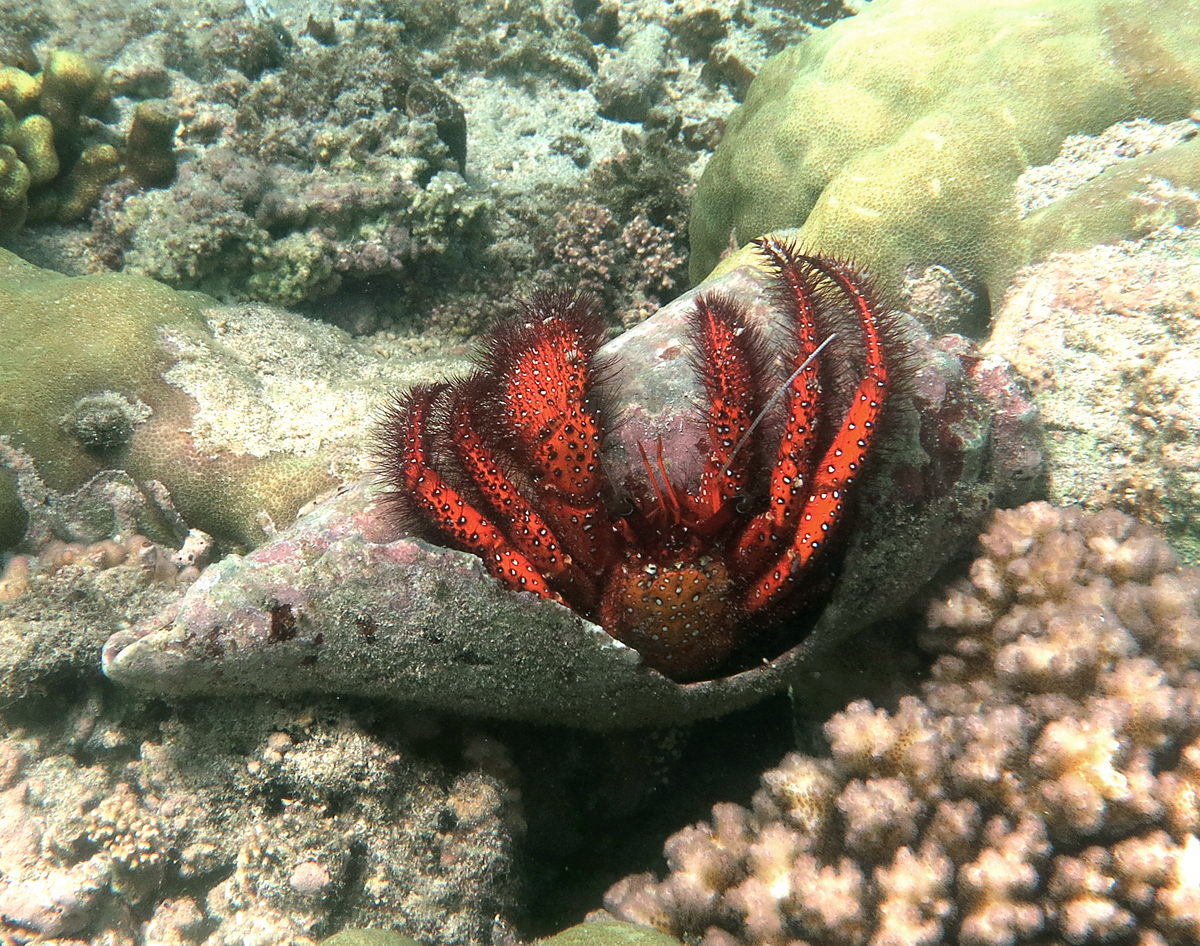
Dardanus megistos, un Diogenidae.
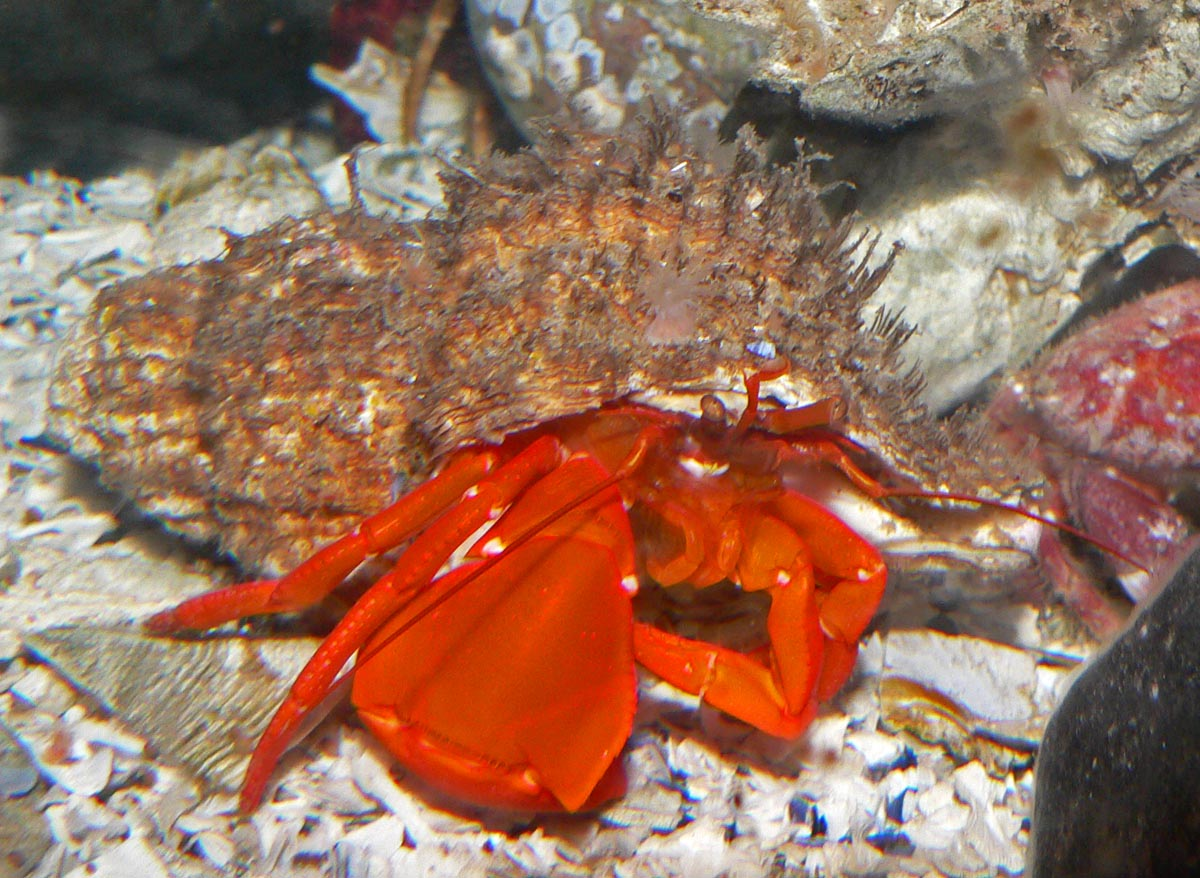
Elassochirus gilli, un Paguridae.